# Kanton Conty
Kanton Conty (fr. Canton de Conty) byl francouzský kanton v departementu Somme v regionu Pikardie. Skládal se z 23 obcí. Zrušen byl po reformě kantonů 2014.

## Obce kantonu
- Bacouel-sur-Selle
- Belleuse
- Bosquel
- Brassy
- Contre
- Conty
- Courcelles-sous-Thoix
- Essertaux
- Fleury
- Fossemanant
- Frémontiers
- Lœuilly
- Monsures
- Namps-Maisnil
- Nampty
- Neuville-lès-Lœuilly
- Oresmaux
- Plachy-Buyon
- Prouzel
- Sentelie
- Thoix
- Tilloy-lès-Conty
- Velennes